# Навчальні заклади Хотинського повіту

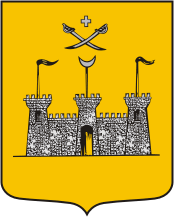
Герб Хотинського повіту

Після створення Хотинського повіту Бессарабської губернії на її території почали працювати ціла низка навчальних закладів.

## Освітні установи
Хотинська повітова училищна рада Бессарабської губернії (рос. Хотинский уездный училищный совет Бессарабской губернии).

Створена на підставі «Положення про початкові народні училища» від 14 липня 1864 р. До складу училищної ради входили: повітовий предводитель дворянства, інспектор народних училищ, представники від Православного релігійного фонду та земства. Здійснювала нагляд за навчально-виховною роботою початкових шкіл, видавала дозволи на відкриття нових шкіл, затверджувала на посади вчителів початкових училищ, вирішувала питання про відкриття та закриття шкіл, розглядала і затверджувала звіти інспекторів народних училищ.
Хотинський повітовий відділ Кишинівської єпархіальної училищної ради Бессарабської губернії (рос. Хотинский уездный отдел Кишиневского епархиального училищного совета Бессарабской губернии).

Створений на підставі Наказу Синоду від 12 червня 1884 р. Здійснював нагляд за діяльністю церковно-парафіяльних шкіл повіту, організацією навчального процесу, проведенням іспитів учнів шкіл, контроль за використанням коштів на утримання шкіл та нагляд за будівництвом нових шкіл.
Інспектор народних училищ Хотинського повіту Бессарабської губернії (рос. Инспектор народных училищ Хотинского уезда Бессарабской губернии).

Посада заснована 1869 р. Інспектор підпорядковувався попечителю Одеського навчального округу та директору народних училищ Бессарабії. Входив до складу Хотинської повітової училищної ради. Здійснював нагляд за навчально-виховним процесом в народних училищах.

## Навчальні заклади
Чоловічий ліцей «Мареле воєвод Міхай» м. Хотин (рос. Мужской лицей «Мареле воевод Михай» г. Хотин; рум. Liceul de băieţi “Marele Voevod Mihai”, Hotin).

Заснований 1911 р. згідно з наказом міністерства народної освіти Росії від 8 червня 1911 р. як двокласна гімназія. Підпорядковувалась Директорату народної освіти Бессарабії та Опікунству освіти Одеської губернії. Під час Першої світової війни гімназія була евакуйована у м. Ананьєво Херсонської губернії, а потім у
м. Сороки. У 1918 р., після того, як Бессарабія увійшла до складу Румунії, гімназія була реорганізована у ліцей. До 1921 р. заняття проводилися російською мовою. Викладалися дисципліни: російська, українська, французька, німецька мови, Закон Божий, географія, історія, арифметика, природознавство, малювання, чистописання. З 1941 р. ліцей діяв під назвою "Чоловічий ліцей «Мареле воєвод Міхай». При ліцеї існувало заочне відділення. Підпорядковувався XIV окружному шкільному інспекторату, директорату освіти та віровизнань Буковини. Ліквідований 1944 р.
Державний жіночий ліцей «Юлія Хашдеу» м. Хотин Хотинського повіту Бессарабської губернії (рос. Государственный женский лицей «Юлия Хашдеу» г. Хотин Хотинского уезда Бессарабской губернии; рум. Liceul de stat de fete din Hotin “Iulia Haşdeu”, judeţul Hotin).

Заснований 1902 р. З початку існування діяв як приватна школа II категорії, що утримувалася на внесені за навчання кошти. В 1904 році школа реорганізована в прогімназію згідно з рішенням міністерства народної освіти Росії від 1 квітня
1904 р. У 1913 р. згідно з наказом міністерства народної освіти Росії від 11 квітня 1913 року прогімназія реорганізована в міську 8-ми класну жіночу гімназію, яка діяла з перервами до 1918 р. При гімназії існував педагогічний клас. Після його закінчення учні отримували право бути домашніми вчителями. Заняття в гімназії проводились російською мовою. Викладалися дисципліни: Закон Божий, російська, німецька, латинська мови, геометрія, тригонометрія, фізика, географія, історія, гігієна. Після того, як Бессарабія увійшла до складу Румунії (березень 1918 р.), діяла на підставі законів та положень про середню освіту від 16 липня 1921 р. та від 22 грудня 1925 р. 1919 р. гімназія реорганізована в міський жіночий ліцей з румунською мовою навчання. З 1924 р. міський жіночий ліцей діє під назвою — державний жіночий ліцей «Юлія Хашдеу». Був підпорядкований генеральному директорату освіти Бессарабії (до 1924 р.), XIV окружному шкільному інспекторату, директорату освіти та віровизнань Буковини. Ліквідований 1944 р.
Хотинська приватна жіноча гімназія Катерини Петрівни Кодряну-Филипової (рос. Хотинская частная женская гимназия Катерины Петровны Кодряну-Филиповой).

Створена за положенням від 24 травня 1870 р. Підпорядковувалась попечителям навчальних округів. Реорганізована 1918 р. у зв'язку з румунською окупацією.
Хотинське повітове училище (рос. Хотинское уездное училище).

Створене відповідно до Указу Правління Одеського навчального округу від 8 грудня 1828 р. Підпорядковувалося міністерству народної освіти Росії та дирекції училищ Бессарабської губернії. Утримувалося за рахунок державних коштів. Здійснювало підготовку вчителів для церковно-парафіяльних шкіл. У 1835 р. реорганізовано у 3-х класне училище. У 1903 р. реорганізовано у 4-х класне училище. Викладалися дисципліни: Закон Божий, церковнослов'янська, російська, єврейська, німецька, молдавська мови, арифметика, геометрія, історія, креслення. Навчалися діти дворян і урядовців.
Хотинське міське чотирикласне училище (рос. Хотинское городское четырехклассное училище).

Діяло відповідно до «Статуту навчальних закладів, підвідомчих університетам» від 5 листопада 1804 р. З 1833 р. замість дворічного був введений трирічний курс навчання, далі-чотирирічний. Очолювалось наглядачем та знаходилось у віданні директора училищ губернії. Змінило свою діяльність у зв'язку з румунською окупацією.
Хотинське вище початкове училище Бессарабської губернії (рос. Хотинское высшее начальное училище Бессарабской губернии).

Створене на підставі «Положення про вищі початкові училища» від 25 липня 1912 р. Підпорядковувалося міністерству освіти Росії та дирекції народних училищ Бессарабської губернії. Керівництво та контроль за діяльністю училища здійснював магістрат м. Хотин. Було чотирикласним навчальним закладом та надавало закінчену початкову освіту. В училищі викладались дисципліни: Закон Божий, арифметика, геометрія, бухгалтерія, фізика, географія, історія, російська, німецька, французька мови, креслення, співи, навчання музики, гімнастика. Припинило свою діяльність 1918 р. у зв'язку з румунською окупацією.
Зарожанське двокласне народне училище Хотинського повіту (рос. Зарожанское двуклассное народное училище Хотинского уезда).

Відкрите 16 листопада 1867 р. на підставі статуту «Про навчальні заклади» від 8 грудня 1838 р. Підпорядковувалось міністерству народної освіти Росії та директору народних училищ Бессарабської губернії. Надавало початкову освіту дітям православного віровизнання обох статей. Викладались дисципліни: Закон Божий, російська мова, арифметика, історія, географія, креслення, співи. Утримувалось за рахунок державних коштів та внесків за навчання. Реорганізоване в 1918 р. у зв'язку з румунською окупацією.
Лопатницьке однокласне народне училище Хотинського повіту (рос. Лопатинское одноклассное народное училище Хотинского уезда).

Розпочало свою діяльність 1 вересня 1909 р. Підпорядковувалося міністерству народної освіти Росії. Було підвідомче директору народних училищ Бессарабської губернії. Нагляд та контроль за навчальним процесом здійснювали члени Хотинської повітової училищної ради та інспектор народних училищ Хотинського повіту. Управління та керівництво училищем здійснювалось громадською радою с. Лопатник, педагогічною радою та директором училища. Фінансувалося з коштів фонду монастирського майна та з внесків за навчання. Навчалися діти обох статей православного віросповідання. Учні отримували початкову освіту. Викладалися дисципліни: Закон Божий, російська мова, арифметика, співи, гімнастика. Змінило свою діяльність 1918 р. у зв'язку з румунською окупацією.
Малинецьке сільське парафіяльне училище Хотинського повіту (рос. Малинецкое сельское парафиальное училище Хотинского уезда).

Діяло на підставі статуту «Про навчальні заклади» від 8 грудня 1838 р. Підпорядковувалося міністерству народної освіти Росії, директору народних училищ Бессарабської губернії. Викладалися дисципліни: Закон Божий, російська мова, арифметика, співи. В училищі діти православного віровизнання обох статей набували початкову освіту. Утримувалося за рахунок державних коштів та внесків від сільських громад. Змінило напрямок діяльності 1918 р. у зв'язку з румунською окупацією.
Ревковецьке однокласне народне училище с. Ревківці Хотинського повіту (рос. Ревковецкое одноклассное народное училище с. Ревковцы Хотинского уезда).

Створено згідно з Указом міністерства народної освіти Росії від 15 липня 1906 р. В училищі діти православного віровизнання отримували початкову освіту. Викладались дисципліни: Закон Божий, російська мова, арифметика, церковний спів. Утримувалось за рахунок коштів, що надходили з фонду монастирського майна та внесків за навчання. Було підпорядковано міністерству народної освіти Росії, директору народних училищ Бессарабської губернії. Змінило напрямок діяльності 1918 р. у зв'язку з румунською окупацією.
Романківське однокласне народне училище Хотинського повіту (рос. Романкауцкое одноклассное народное училище Хотинского уезда).

Відкрите 19 лютого 1869 р. на підставі статуту «Про навчальні заклади» від 8 грудня 1838 р. У 1875 р. реорганізоване в державне однокласне народне училище. Підпорядковувалося міністерству народної освіти Росії, директору народних училищ Бессарабської губернії. Викладалися дисципліни: Закон Божий, російська мова, арифметика, співи. В училищі діти православного віровизнання обох статей набували початкову освіту. Училище утримувалося за рахунок державних коштів та внесків від сільських громад. Змінило напрямок діяльності 1918 р. у зв'язку з румунською окупацією.
Черленівське однокласне народне училище Хотинського повіту (рос. Черленовское одноклассное народное училище Хотинского узда).

Діяло на підставі статуту «Про навчальні заклади» від 8 грудня 1838 р. Підпорядковувалося міністерству народної освіти Росії, директору народних училищ Бессарабської губернії. Викладалися дисципліни: Закон Божий, російська мова, арифметика, співи. В училищі діти православного віровизнання обох статей набували початкову освіту. Училище утримувалось за рахунок державних коштів та внесків від сільських громад. Змінило напрямок діяльності 1918 р. у зв'язку з румунською окупацією.
Хотинське міське парафіяльне однокласне народне училище (рос. Хотинское городское парафиальное одноклассное народное училище).

Відкрите 1827 р. під назвою «Школа взаємного навчання» на підставі указу російського імператора від 8 грудня 1827 р. та статуту «Про навчальні заклади». У
1847 р. було перейменовано в парафіяльне однокласне училище. Підпорядковувалось міністерству народної освіти Росії, було підвідомче дирекції народних училищ Бессарабської губернії. Нагляд та контроль за навчальним процесом здійснювали члени ради Хотинського повітового училища та інспектор народних училищ Хотинського повіту. Управління та керівництво училищем здійснювалось магістратом м. Хотин, педагогічною радою та директором училища. Навчались діти обох статей православного віровизнання, отримували початкову освіту. Викладалися дисципліни: Закон Божий, російська мова, арифметика, також проводились заняття з городництва та бджільництва. 1 жовтня 1914 р. училище реорганізоване в 2-класне парафіяльне народне училище. Фінансувалось за рахунок державних коштів. 1918 р. змінило напрямок діяльності у зв'язку з румунською окупацією.
Церковно-парафіяльні школи Хотинського повіту (рос. Церковно-парафиальные школы Хотинского уезда).

Церковно-парафіяльні школи були створені у зв'язку з початком діяльності Кишинівської духовної консисторії, до складу якої входив Хотин. Підпорядковувалися Хотинському повітовому відділу Кишинівської єпархіальної училищної ради. Надавали початкову освіту учням. Викладали дисципліни: Закон Божий, російську та церковно-слов'янську мови, арифметику, письмо, церковний спів. Реорганізовані у зв'язку з румунською окупацією.
Біловецька церковно-парафіяльна школа Хотинського відділення єпархіальної училищної ради Бессарабської губернії (рос. Биловецкая церковно-парафиальная школа Хотинского отделения епархиального училищного совета Бессарабской губернии).
Вовчинецька церковно-парафіяльна школа Хотинського відділення єпархіальної училищної ради Бессарабської губернії (рос. Волчинецкая церковно-парафиальная школа Хотинского отделения епархиального училищного совета Бессарабской губернии).
Ленківська церковно-парафіяльна школа Хотинського відділення єпархіальної училищної ради Бессарабської губернії (рос. Ленковская церковно-парафиальная школа Хотинского отделения епархиального училищного совета Бессарабской губернии).
Михайлівська церковно-парафіяльна школа Хотинського відділення єпархіальної училищної ради Бессарабської губернії (рос. Михайловская церковно-парафиальная школа Хотинского отделения епархиального училищного совета Бессарабской губернии).
Рокитянська церковно-парафіяльна школа Хотинського відділення єпархіальної училищної ради Бессарабської губернії (рос. Рокитновская церковно-парафиальная школа Хотинского отделения епархиального училищного совета Бессарабской губернии).
Черлено-Марська церковно-парафіяльна школа Хотинського відділення єпархіальної училищної ради Бессарабської губернії (рос. Черлено-Марская церковно-парафиальная школа Хотинского отделения епархиального училищного совета Бессарабской губернии).
Щербинська церковно-парафіяльна школа Хотинського відділення єпархіальної училищної ради Бессарабської губернії (рос. Щербинская церковно-парафиальная школа Хотинского отделения епархиального училищного совета Бессарабской губернии).
Хотинська церковно-парафіяльна школа Хотинського відділення єпархіальної училищної ради Бессарабської губернії (рос. Хотинская церковно-парафиальная школа Хотинского отделения епархиального училищного совета Бессарабской губернии).